# PC-разъём

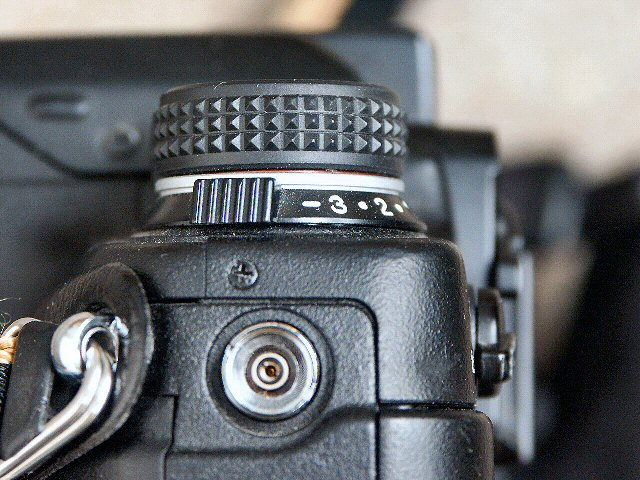
Синхроконтакт «PC» современного фотоаппарата

PC-разъём — электрический коаксиальный разъём, используемый в фототехнике для синхронизации фотовспышки с затвором фотоаппарата при помощи кабеля.

## Историческая справка
Полное название «Prontor-Compur» происходит от торговых марок двух наиболее популярных типов центральных затворов «Prontor» Альфреда Готье и «Compur» Фридриха Декеля, первыми поддержавших этот тип разъёма. Разъём утверждён в качестве стандарта фирмой Zeiss Ikon в 1953 году и быстро стал использоваться во всём мире. В СССР разъём стандартизирован в 1957 году нормалью НО 2349-57. В 1974 году разъём PC стал международным стандартом ISO 519.
Коаксиальный разъём PC заменил многочисленные способы соединения фотовспышек с синхроконтактом затвора, не имевшие единого стандарта. В большинстве типов фотоаппаратуры до этого использовались раздельные вилки или клеммы на корпусе затвора или передней стенке камеры. Например, фотоаппараты «Exakta» ранних выпусков оснащались двумя гнездами на передней стенке, а на корпусе центрального затвора пресс-камер «Graflex Speed Graphic» устанавливались два штырька, на которые надевалась соответствующая колодка синхрокабеля.

## Устройство

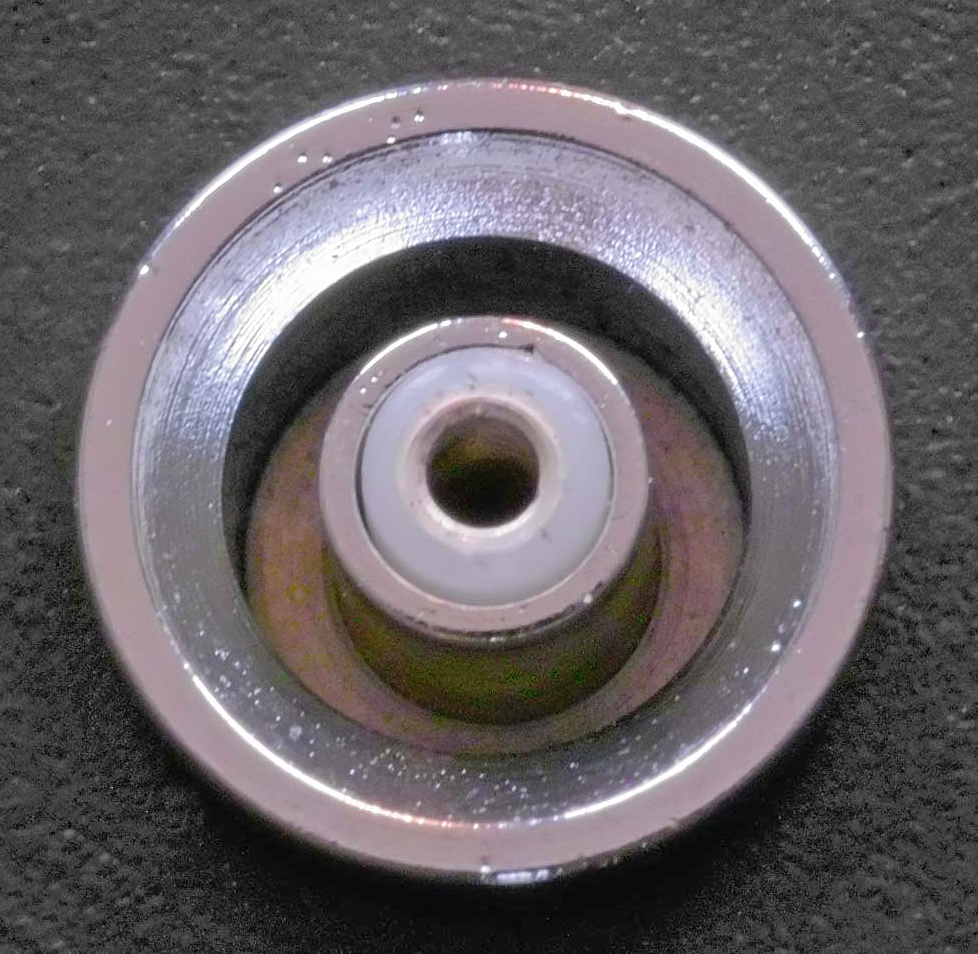
Гнездо разъёма типа «PC»

PC-разъём предназначен для подключения к синхроконтакту фотоаппарата кабеля, соединённого с цепью поджига внешней фотовспышки. При этом полярность подключения не имеет значения. Разъём состоит из внешней круглой обоймы, в центре которой расположены два цилиндрических контакта, один внутри другого. Контакты изолированы друг от друга полиэтиленовым полым цилиндром. Ответная вилка состоит из центрального штырька, окружённого цилиндрическим внешним контактом. При соединении штырёк попадает внутрь центрального контакта гнезда, а внешний контакт при этом охватывает наружный цилиндр. Внешняя обойма почти всех гнёзд оснащается внутренней резьбой для более надёжного крепления вилки, однако на вилках ответная резьба встречается значительно реже, предполагая удержание контакта за счёт трения.
В современной фотографии соединение типа «PC» используется очень редко, и только для несистемных фотовспышек, чаще всего, студийных. Системные вспышки соединяются с камерой многоконтактным интерфейсом горячего башмака, а проводное соединение применяется со студийными вспышками, если синхронизация с помощью инфракрасного трансмиттера по тем или иным причинам нежелательна. Тем не менее, несмотря на почти отсутствующую востребованность, PC-разъёмом до сих пор оснащается большинство фотоаппаратов, а для камер профессионального класса он остаётся обязательным.

## Предосторожности
Изначально PC-соединение было рассчитано на подключение синхроконтакта непосредственно к высоковольтной цепи поджига ксеноновой лампы вспышки. Механические контакты старых фотоаппаратов допускали прохождение любых токов. В современных камерах роль синхроконтакта выполняет центральный микропроцессор, рассчитанный на небольшие токи и напряжения. Поэтому подключение к PC-разъёму современных камер фотовспышек старых образцов недопустимо, поскольку разряд их конденсатора может полностью вывести из строя фотоаппарат.